# Camila Cabello
Karla Camila Cabello Estrabao (/kəˈmiˈlə/ /kəˈbeɪoʊ/; sinh ngày 3 tháng 3 năm 1997) là một nữ ca sĩ, nhạc sĩ sáng tác ca khúc kiêm diễn viên người Mỹ gốc Cuba. Cô được biết đến với tư cách là thành viên của nhóm nhạc nữ Fifth Harmony thành lập qua chương trình X-Factor phiên bản Hoa Kỳ vào năm 2012, cô ký kết hợp đồng với Syco Music và Epic Records. Camila và những thành viên cùng nhóm đã phát hành một đĩa mở rộng (EP) và 2 album phòng thu. 
Khi còn là thành viên của Fifth Harmony, Camila đã thể hiện bản thân trên tư cách của một nghệ sĩ solo với các bản duet như 'I Know What You Did Last Summer' vói Shawn Mendes hay "Bad Things" với Machine Gun Kelly (ca khúc sau đó đã đạt vị trí thứ 4 trên Bảng xếp hạng Billboard Hot 100). Sau khi rời Fifth Harmony vào tháng 12 năm 2016, Camila cũng cho ra mắt một số màn hợp tác khác bao gồm "Hey Ma" với Pitbull, J Balvin cho bộ phim The Fate of the Furious, Love Incredible với Cashmere Cat và màn ra mắt solo của cô với "Crying in the Club".
Album debut của mang tên chính mình, Camila (2018), đã đạt tới vị trí số 1 trên Billboard 200. Album mang nhiều âm hưởng của nhạc Pop đại chúng và chất trữ tình Latin đã được giới phê bình đánh giá cao. Album đã được chứng nhận Bạch Kim bởi Hiệp Hội Công nghiệp Ghi âm Hoa Kỳ (RIAA). Single mở đường cho album "Havana" đứng đầu nhiều bảng xếp hạng trên thế giới bao gồm cả Hoa Kỳ và Anh Quốc, single tiếp theo "Never Be The Same" cũng lọt vào top 10 của nhiều quốc gia. Vào năm 2019, Camila cho ra mắt màn hợp tác cùng Shawn Mendes trong "Señorita", ca khúc sau đó nhanh chóng đạt vị trí số 1 trên bảng xếp hạng Billboard Hot 100, trở thành ca khúc thứ hai của Camila đạt được thành tựu này. Album phòng thu thứ hai của cô, "Romance", đã đạt vị trị thứ 3 trên bảng xếp hạng Billboard 200 và vị trí thứ 1 trên Billboard Canada. Bên cạnh sự nghiệp âm nhạc, Camila cũng tham gia diễn xuất trong bộ phim Cinderella (2021) và Quỷ lùn tinh nghịch: Đồng tâm hiệp nhạc (2023).
Cabello thu về hàng tỉ lượt streams trên các nền tảng nhạc số. Theo Liên đoàn Công nghiệp Thu âm Quốc tế (IFPI), cô sở hữu đĩa đơn nhạc số bán chạy nhất năm 2018. Camila đã thắng nhiều giải thưởng xuyên suốt sự nghiệp của mình, bao gồm 2 giải Latin Grammys, 5 giải AMA, và 1 Giải thưởng Âm nhạc Billboard. Camila cũng được đề cử cho giải Grammy.

## Cuộc sống trước đây
Cabello sinh ra tại Cojimar, Đông Havana, Cuba,, mẹ là bà Sinuhe Estrabao và cha là ông Alejandro Cabello. Cha cô là người México nhập cư tới Cuba. Camila có một em gái tên là Sofia Cabello. Phần lớn cuộc sống trước đây Camila và gia đình phải chuyển nhà nhiều lần qua lại giữa Havana và Thành phố Mexico, México (quê hương của bố cô ấy) trước khi đến định cư lâu dài tại Miami, Florida vào năm cô lên 5 tuổi với mẹ cô trước, khi đó bố cô không thể xin được Visa nhập cư, sau đó khoảng 18 tháng ông mới có cơ hội đoàn tụ cùng gia đình. Camila được cấp thị thực công dân Hoa Kỳ vào năm 2008. Cô đã theo học Trường Trung học Miami Palmetto, nhưng bỏ học vào khoảng 2012-2013, khi cô học lớp 9, để theo đuổi sự nghiệp âm nhạc. Cô ấy sau đó cũng đã sở hữu bằng tốt nghiệp cấp ba.

## Sự nghiệp

### 2012 - 2016: Tham giaX-Factorvà Fifth Harmony
Camila Cabello tham gia buổi thử giọng cho chương trình The X Factor tại Greensboro, Bắc Carolina, tuy nhiên phần trình diễn của cô không được trình chiếu do vấn đề về bản quyền. Sau khi bị loại khỏi phần "bootcamp" tại Miami, Florida; Cabello được cho triệu tập tại sân khấu cùng với Ally Brooke, Normani Kordei, Lauren Jauregui và Dinah Jane để thành lập một nhóm nữ và sau này được biết với cái tên Fifth Harmony. Họ đã kí một hợp đồng với Syco Music thuộc quyền sở hữu của Simon Cowell, và Epic Records - hãng đĩa của L.A. Reid sau khi kết thúc mùa giải ở vị trí số ba.
Nhóm đã phát hành đĩa mở rộng Better Together (2013) cùng với hai album phòng thu Reflection (2015) và 7/27 (2016), với những đĩa đơn đình đám như "Worth It" và "Work from Home", đã làm mưa làm bão trên nhiều bảng xếp hạng toàn cầu. Từ năm 2013 cho tới cuối năm 2016, Camila tham gia hàng loạt các chuyến lưu diễn cùng với Fifth Harmony. Vào tháng 10, năm 2015, Camila cùng với Shawn Mendes phát hành "I Know What You Did Last Summer", một ca khúc do họ cùng nhau sáng tác. Ca khúc sau đó đã đạt vị trí 20 tại Hoa Kỳ và 18 tại Canada, đồng thời sở hữu chứng nhận Bạch Kim từ Hiệp hội Công nghiệp Thu âm Hoa Kỳ (RIAA). Vào  14, tháng 10, 2016, rapper Machine Gun Kelly phát hành đĩa đơn "Bad Things" hợp tác cùng Camila Cabello, ca khúc đã đạt tới vị trí thứ 4 trên bảng xếp hạng Billboard Hot 100. Camila sau đó đã được tạp chí Time liệt kê vào danh sách "The 25 Most Influential Teens of 2016" (tạm dịch: 25 thiếu niên có sức ảnh hưởng nhất 2016).
Vào ngày 18 tháng 12 năm 2016, nhóm chính thức xác nhận sự ra đi của Cabello, với hai lời giải thích khác nhau đến từ hai phía. Lần cuối cô tham gia biểu diễn cũng như xuất hiện trước công chúng cùng nhóm là ở sự kiện Dick Clark's New Year's Rockin' Eve.

### 2017 – hiện tại: Sự nghiệp Solo đột phá

#### Debut solo và album đầu tay'Camila'

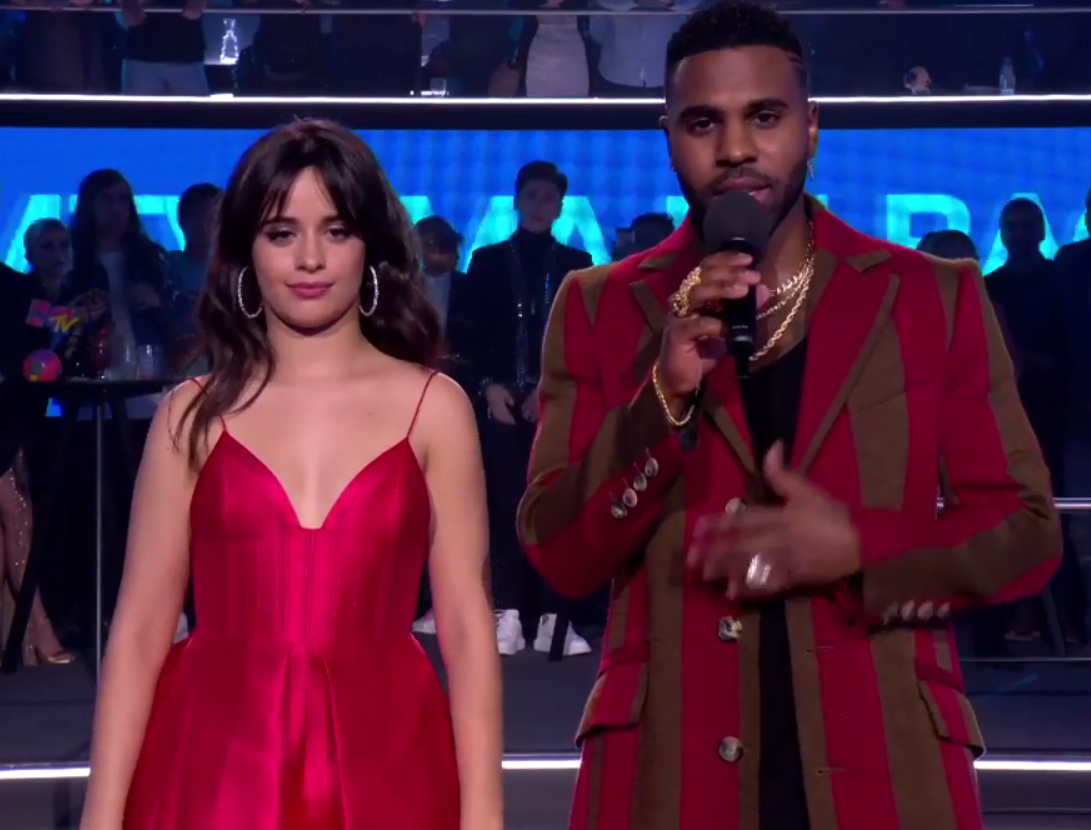
Camila Cabello tại lễ trao giải video âm nhạc của MTV năm 2018

Ngày 25 tháng 1 năm 2017, màn hợp tác với DJ người Na-uy - Cashmere Cat - mang tên "Love Incredible" đã bị rò rỉ trên mạng. Phiên bản chính thức được phát hành vào ngày 16 tháng 2 cùng năm, đồng thời nó cũng nằm trong album phòng thu đầu tay "9" của Cashmere Cat. Camila cũng hợp tác với J Balvin và Pitbull trong dự án "Hey Ma" cho bộ phim The Fate of the Furious. MV phiên bản tiếng Tây Ban Nha của ca khúc được phát hành vào ngày 10 tháng 3 năm 2017, trong khi đó phiên bản tiếng Anh được phát hành vào ngày 6 tháng 4 cùng năm. Nữ ca sĩ còn được góp mặt trong một sản phẩm khác hợp tác cùng Major Lazer, Quavo và Travis Scott, "Know No Better". Vào tháng 5 năm 2017, Cabello thông báo về album phòng thu đầu tay sắp ra mắt của cô, ở thời điểm đó có tên The Hurting. The Healing. The Loving., được cô miêu tả là "là câu chuyện về hành trình của tôi từ những giây phút tăm tối nhất cho tới lúc giành được ánh hào quang, từ khoảng thời gian tôi bị lạc lối cho tới lúc tôi tìm lại được chính mình." Đĩa đơn solo đầu tay của cô "Crying in the Club" được phát hành ngày 19 tháng 5 năm 2017, cùng với một màn trình diễn tại Lễ trao giải Âm nhạc Billboard 2017. Ca khúc đã đạt vị trí 47 trên bảng xếp hạng Billboard Hot 100. Camila đã nhận lời mời tham gia làm nghệ sĩ mở màn cho chuyến lưu diễn 24K Magic World Tour của Bruno Mars tại nhiều điểm diễn. Nữ ca sĩ cũng hợp tác với thương hiệu thời trang Guess trở thành gương mặt đại diện cho nhãn hàng ở chiến dịch Thu 2017.
Những phần thu âm và sản xuất mới cho album được truyền cảm hứng từ single đầy tiếng tăm "Havana" (ft. Young Thug), điều này đã khiến việc phát hành album bị trì hoãn. Sau khi được phát hành, "Havana" đã đạt vị trí số một tại Australia, Canada, Vương Quốc Anh, Ireland, Pháp, Hungary và Hoa Kỳ. Ca khúc đồng thời cũng dành vị trí số một bảy tuần liên tiếp trên bảng xếp hạng Mainstream Top 40 airplay của Hoa Kỳ. Nó cũng trở thành ca khúc của một nữ nghệ sĩ được stream nhiều nhất trên Spotify vào tháng 6 năm 2018 với hơn 888 triệu lượt stream tại thời điểm đó. Album debut được đổi tên lại thành "Camila", một album mang nhiều âm hưởng của nhạc pop đại chúng, đậm đà màu sắc Latin. Camila được phát hành ngày 12 tháng 1 năm 2018, ngay sau đó đã đạt vị trí số 1 tại Hoa Kỳ với hơn 119,000 đơn vị album được bán ra trong đó bao gồm 65,000 bản thuần. Album cũng được chứng nhận Bạch Kim tại chính quốc gia này. "Real Friends" và "Never Be the Same" được phát hành cùng một thời điểm vào ngày 7 tháng 12 năm 2017; Never Be The Same sau đó đã đạt tới vị trí thứ tư trên Billboard Hot 100 và trở thành ca khúc thứ 3 của Camila đặt chân được tới vị trí top 10 tại Hoa Kỳ. "Havana" và "Never Be the Same" đã giúp Camila đứng đầu bảng xếp hạng Mainstream Top 40 và Adult Top 40 airplay chỉ với hai đĩa đơn đầu tiên được phát hành từ một album debut. Camila cũng đã thắng một giải VMA với video ca nhạc của "Havana".

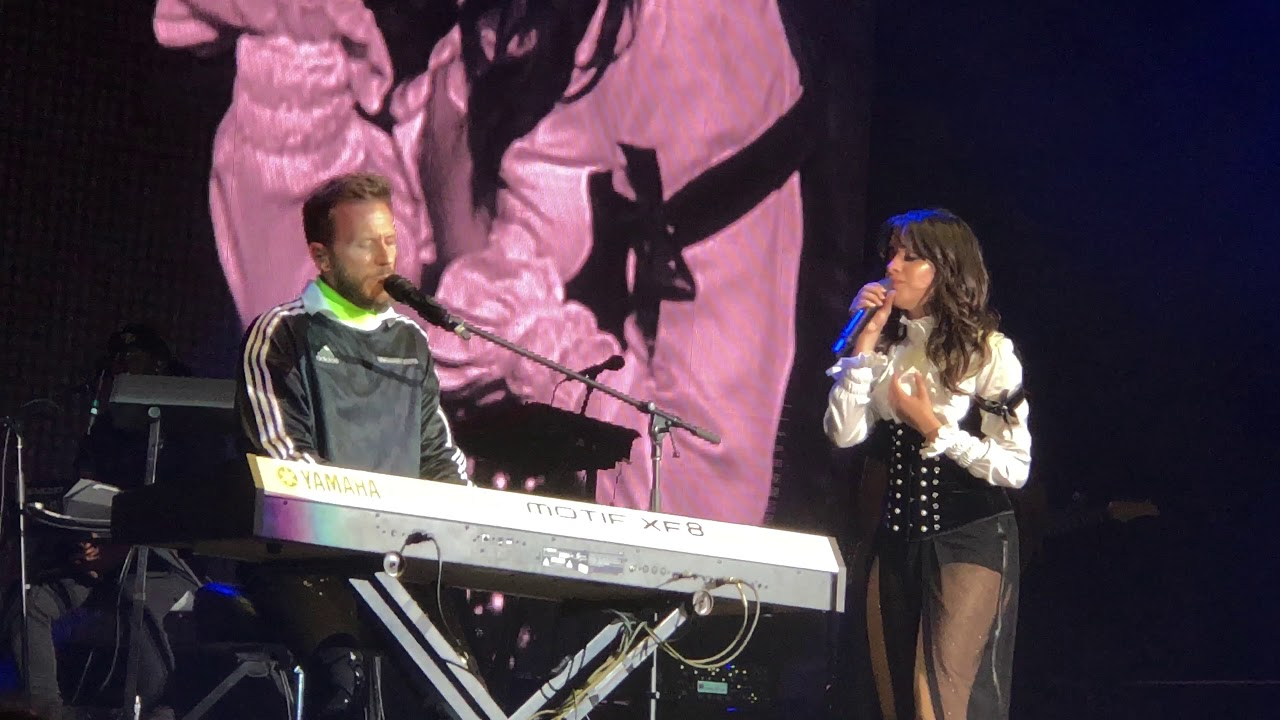
Camila Cabello trong tour diễn Never Be The Same

Vào tháng 4 năm 2018, Cabello bắt tay vào với tour lưu diễn Never Be The Same, đây là tour lưu diễn đầu tiên với tư cách nghệ sĩ solo của cô. Cô cũng có màn hợp tác cùng Pharell Williams với "Sangria Wine", ca khúc được phát hành trong quãng thời gian lưu diễn. Vào tháng 5 năm 2018, Camila bất ngờ xuất hiện trong MV "Girls Like You" của Maroon 5. Cùng trong tháng đó, Camila bắt đầu mở màn cho tour diễn Reputation Stadium Tour của Taylor Swift, đan xen với chặng lưu diễn tại Châu Âu của Never Be The Same tour. Camila lần đầu được mở màn trong không gian nhà thi đấu là tại Mohegan Sun Arena vào ngày 31 tháng 7 năm 2018.  Sau đó, Camila cũng góp mặt trong phiên bản remix của ca khúc "Beautiful" do Bazzi thể hiện, được phát hành vào ngày 8 tháng 2 cùng năm. Vào ngày 9 tháng 10 năm 2018, Camila phát hành MV cho ca khúc "Consequences", đồng thời cũng tặng các phần quà đầy bất ngờ cho 12 fans hâm mộ bất kỳ của cô.
Vào tháng 10 năm 2018, Cabello đã tiết lộ rằng cô ấy sẽ bắt đầu dự án âm nhạc mới sau kỳ nghỉ lễ đầu năm. Tháng 12 cùng năm, cô nhận được đề cử cho 2 giải Grammys: Best Solo Performance (Màn trình diễn Solo xuất sắc nhất) cho phần trình diễn trực tiếp của ca khúc "Havana"  và Best Pop Vocal Album (Album nhạc Pop có phần xử lý giọng ca xuất sắc nhất) cho album "Camila". Camila cũng trở thành nữ nghệ sĩ người gốc Latin đầu tiên mở màn cho giải Grammy với phần trình diễn "Havana" kết hợp với J Balvin, Ricky Martin và Young Thug.

#### Chuyển mình trong album 'Romance'
Vào tháng 4 năm 2019, Camila được công bố sẽ tham gia phiên bản remake của bộ phim 'Cinderella' được đạo diễn bởi Kay Cannon và sản xuất bởi Sony Pictures.
Tháng 5 năm 2019, Camila và Mark Ronson đã bóng gió chia sẻ về màn hợp tác với nhau trên mạng xã hội. Sau nhiều chờ đợi, ca khúc "Find U Again" chính thức ra mắt vào ngày 30 tháng 5 thông qua kênh radio Beats 1 của Zane Lowe. Đây cũng là single thứ 4 được trích ra từ album "Late Night Feelings" của Mark Ronson, theo chia sẻ của anh thì anh đã làm việc với ca khúc này cùng Kevin Parker từ năm 2017 nhưng phải tới khi gặp được Camila anh mới có thể thực sự hoàn thiện nó. MV cho ca khúc được phát hành vào ngày 8 tháng 7 cùng năm.
Ngày 21 tháng 6 năm 2019, Camila Cabello chính thức cho ra mắt ca khúc "Señorita " kèm theo MV, hợp tác cùng với chàng ca sĩ người Canada Shawn Mendes. Ca khúc debut tại vị trí thứ 2 trên bảng xếp hạng Billboard Hot 100 của Hoa Kỳ, đánh dấu màn hợp tác thứ 2 của cặp bài trùng sau "I Know What You Did Last Summer" vào năm 2015. Tháng 8 năm 2019, ca khúc đã leo lên vị trí thứ nhất của bảng xếp hạng này, trở thành ca khúc thứ hai của Camila đứng đầu Hot 100. Ca khúc cũng giúp Shawn và Camila thu về một đề cử giải Grammy cho hạng mục Best Pop Duo/Group Performance (Màn trình diễn kết hợp/nhóm xuất sắc nhất). Theo số liệu do IFPI thống kê, Señorita là ca khúc có doanh thu cao thứ 3 toàn cầu trong năm 2019. Camila cũng hợp tác cùng Ed Sheeran và Cardi B trong dự án No.6 Collaborations Project với ca khúc "South of the Border" phát hành vào tháng 7 năm 2019. MV cho ca khúc được phát hành vào ngày 5 tháng 10 năm 2019 với sự góp mặt của bộ ba, ca khúc cũng đạt tới vị trí thứ 6 trên bảng xếp hạng Billboard Hot 100.
Vào ngày 1 tháng 9 năm 2019, Camila đăng tải một video trên trang Instagram cá nhân tiết lộ rằng album phòng thu thứ hai của cô sẽ mang tên "Romance". Hai ngày sau đó, nữ ca sĩ cũng tiết lộ tên của hai single đầu tiên từ album mang tên "Shameless" và "Liar", cả hai đều được phát hành vào ngày 5 tháng 9, MV cho ca khúc "Shameless" cũng được phát hành cùng ngày. Một tuần sau, MV cho ca khúc "Liar" cũng được phát hành, được đạo diễn bởi Dave Meyers. Sau đó, Cabello tiếp tục cho trình làng hai ca khúc "Cry For Me" và "Easy" trong tháng 10 và đã trình diễn trực tiếp hai ca khúc trên sóng truyền hình tại chương trình Saturday Night Live.
Vào ngày 15 tháng 10, album "Romance" được mở pre-order (đặt trước) trên mọi nền tảng đồng thời single "Living Proof" cũng được phát hành song song. Ca khúc được quảng bá trên nhiều chương trình bao gồm màn trình diễn tại Giải thưởng Âm nhạc Mỹ (American Music Awards), Tonight Show Staring Jimmy Fallon, The Ellen Degeneres Show. MV cho ca khúc do Alan Ferguson đạo diễn được phát hành ngay trước khi Camila tham gia trình diễn tại AMA.
"My Oh My" (ft. DaBaby) là single tiếp theo được Camila phát hành quảng bá cho album vào ngày 6 tháng 1 năm 2020. Cabello cùng với DaBaby đã trình diễn ca khúc tại Tonight Show Starring Jimmy Fallon vào ngày 12 tháng 12 năm 2019. Ca khúc đạt vị trí 12 trên bảng xếp hạng Billboard Hot 100, trở thành ca khúc sở hữu thứ hạng cao nhất trong album trên bảng xếp hạng này kể từ khi album được phát hành. MV cho ca khúc do Dave Meyers đạo diễn, ra mắt chính thức vào ngày 12 tháng 2 năm 2020.
"First Man" trở thành single cuối cùng của album được phát hành vào ngày 22 tháng 6 năm 2020. Camila đã phát hành album một ngày trước đó để kỷ niệm ngày của cha.
Album đạt vị trí thứ 3 trên Billboard 200 với 84,000 đơn vị album được tiêu thụ trong đó có khoảng 50,000 đơn vị thuần. Đây cũng là album có lượng stream trong tuần debut đầu tiên nhiều thứ ba trong năm 2019 đối với một album nhạc Pop của nữ nghệ sĩ sau Thank U, Next của Ariana Grande và Lover của Taylor Swift. Album cũng được chứng nhận Bạch Kim bởi Hiệp hội Công nghiệp Thu âm Hoa Kỳ (RIAA) vào tháng 5 năm 2020. Album là một sự thụt lùi nhẹ của Camila khi thành tích singles không được tốt như album trước đó, độ phủ sóng diện rộng cũng không bằng. Điều này được cho là bắt nguồn từ chiến lược quảng bá thiếu tập trung của team Camila cùng với đó là những lùm xùm trong quá khứ Camila bất ngờ vướng phải khi đang ở đỉnh cao sự nghiệp.
Camila được công bố sẽ hợp tác cùng Mastercard để tổ chức tour diễn The Romance Tour vào ngày 13 tháng 11 năm 2019. Do diễn biến phức tạp của COVID-19 nên tour diễn đã bị hoãn vô thời hạn. Tuy nhiên Camila vẫn kịp tổ chức buổi diễn private dành riêng cho khách hàng của Mastercard kết hợp cùng Apple Music. Ngày 28 tháng 5 và 16 tháng 7 năm 2020, Camila đã tổ chức buổi phát sóng trực tiếp miễn phí trên trang YouTube cá nhân kết hợp cùng Mastercard trình diễn các ca khúc trong album "Romance" như một lời tri ân tới các fans
Vào ngày 23 tháng 7 năm 2021, Cabello phát hành " Don't Go Yet " là đĩa đơn chính trong album phòng thu thứ ba Familia của cô , được công bố cùng với việc phát hành đĩa đơn. [85] Vào ngày 15 tháng 10 năm 2021, Cabello công chiếu "La Buena Vida", từ Familia , trong buổi hòa nhạc NPR Tiny Desk của cô . [86] Vào ngày 29 tháng 10 năm 2021, Cabello phát hành " Oh Na Na " cùng với Myke Towers và Tainy . [87] Hiện tại vẫn chưa rõ liệu bài hát có được dành cho album Familia hay Towers 'của Cabello và các dự án trong tương lai của Tainy hay không.
Vào nửa cuối năm 2021, Cabello tham gia bộ phim chuyển thể Cinderella , được phát hành tại một số rạp chọn lọc và kỹ thuật số trên Amazon Prime Video vào ngày 3 tháng 9 năm 2021 [88] Bộ phim nhận được nhiều đánh giá trái chiều từ các nhà phê bình, mặc dù diễn xuất của Cabello nhận được đánh giá tích cực. Richard Roeper của Chicago Sun-Times đã cho bộ phim 3 trên 4 sao và khen ngợi Cabello về diễn xuất của cô ấy, nói rằng "cô ấy có sở trường thực sự về hài kịch", [89] và IndieWire nhận xét 'Trong tác phẩm điện ảnh đầu tay của cô ấy, ngôi sao nhạc pop đã đóng lên một màn trình diễn quyến rũ trong một câu chuyện cổ tích đã kể '. [90] Trong một cuộc phỏng vấn với The One Show Vào tháng Bảy, Cabello nói rằng cô ấy muốn tiếp tục diễn xuất. [91].

## Hoạt động từ thiện
Vào 28 tháng 2 năm 2016, Cabello tiết lộ rằng cô ấy đang hợp tác cùng quỹ Save The Children thiết kế chiếc áo "Love Only" bán với số lượng giới hạn để tăng nhận thức về các vấn đề liên quan tới nữ giới, bình đẳng trong giáo dục, chăm sóc sức khoẻ và cơ hội để thành công. Vào tháng 6 năm 2016, Cabello, nhà sản xuất Benny Blanco và các thành viên của tổ chức nghệ thuật phi lợi nhuận OMG Everywhere đã cùng nhau tạo ra ca khúc từ thiện "Power in Me".
Cabello còn hợp tác với quỹ Children's Health Fund, một tổ chức phi lợi nhuận giúp cung cấp dịch sự chăm sóc sức khoẻ cho những trẻ em có hoàn cảnh khó khăn.
Cuối năm 2017, Cabello cùng Lin-Manuel Miranda và rất nhiều các nghệ sĩ khác đã thu âm ca khúc "Almost Like Praying" để hỗ trợ các nạn nhân của bão Maria tại Puerto Rico.

## Danh sách đĩa nhạc
- Camila (2018)

## Giải thưởng và đề cử
Trong số những giải thưởng, Cabello có một giải MTV Europe Music Award, ba giải iHeartRadio Much Music Video Awards, và một giải Billboard Women in Music cho Nghệ sĩ Đột phá.

## Lưu diễn
Mở màn
- Bruno Mars – 24K Magic World Tour (2017)
- Never Be The Same Tour - 2018

## Sự nghiệp diễn xuất
| Năm       | Tên                            | Vai trò      | Ghi chú                                      |
| --------- | ------------------------------ | ------------ | -------------------------------------------- |
| 2012 2013 | The X Factor U.S.              | (Chính mình) | Thí sinh: mùa 2 Khách mời: 1 tập trong mùa 3 |
| 2014      | Faking It                      | (Chính mình) | Tập: "The Ecstasy and the Agony"             |
| 2015      | Barbie: Life in the Dreamhouse | (Chính mình) | Tập: "Sisters' Fun Day"                      |
| 2016      | The Ride                       | (Chính mình) | Tập: Fifth Harmony: The Ride                 |
| 2016      | Immigration Rights             | (Chính mình) | Total Registration Live, MTV                 |